# Gardaia (cidade)
Gardaia (em árabe: غرداية, lit. 'Gardaia', em francês:  Ghardaïa) é a capital da província de Gardaia, Argélia. Segundo o censo de 2008, a população total da cidade era de 93 423 habitantes.

## História
A partir do século X, após a queda do Reino Rustâmida pelos Fatímidas, os refugiados de Tahert instalaram-se em Sedrata, perto de Uargla. Depois chegam à região de Chebka, em Mzab. No século XIX, construíram a pentápole do Mzab: Gardaia, Melika, Beni Isguen, Bounoura e El Atteuf. Ghardaïa foi fundada em 1048 ou 1053 na margem direita do Oued M'zab e a montante dos outros quatro centros da pentápole.
Localizada no eixo do meridiano de Argel, que é ideal para penetrar a sul, a cidade rapidamente se tornou a capital comercial do Mzab, e constitui um retransmissor da caravana transaariana. É uma das principais cidades a beneficiar deste vento desde o século XIX e adquiriu o estatuto de cidade "opulenta" da pentápole. Este tráfego ainda era próspero no século XVIII.

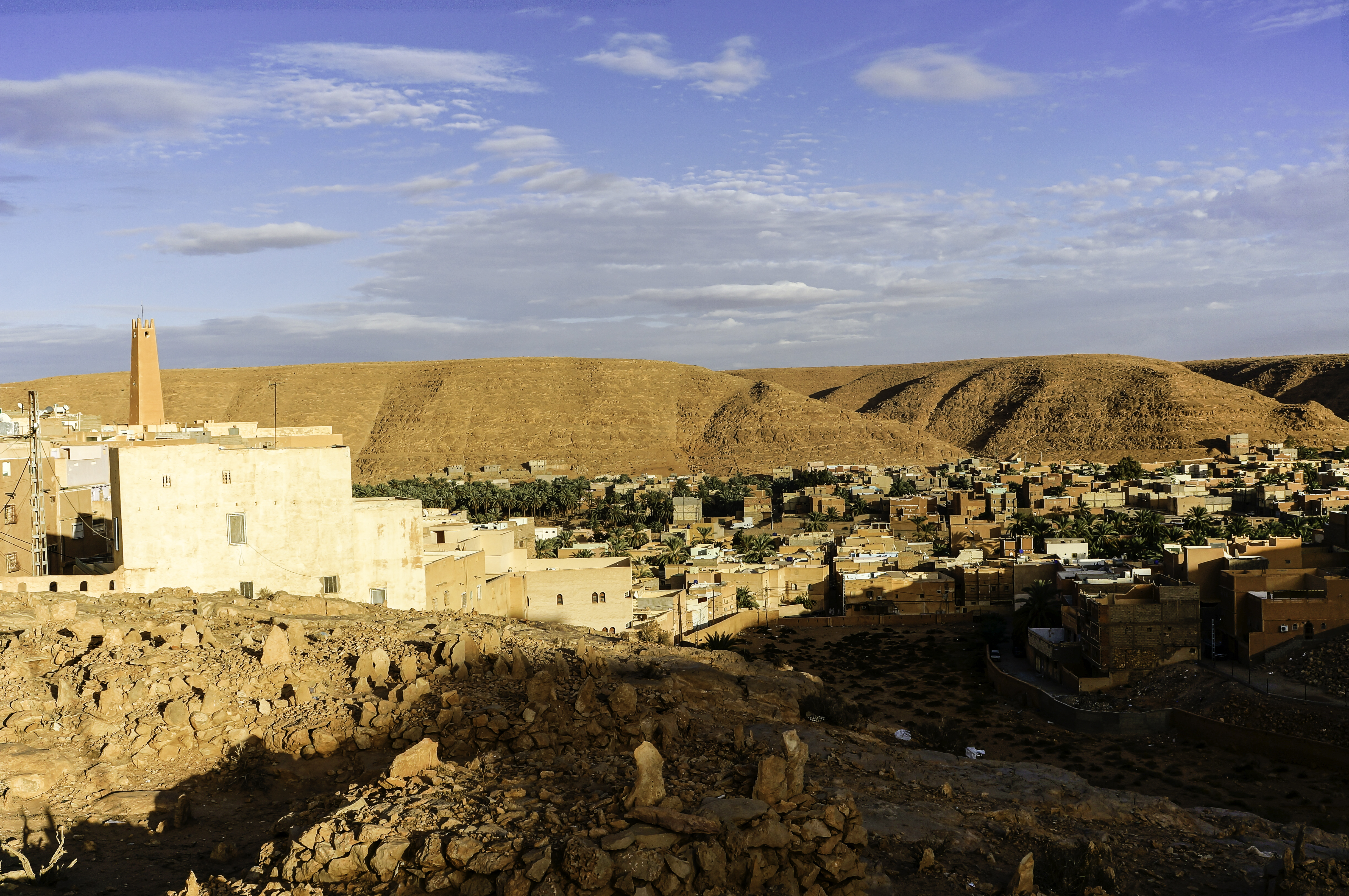
Vale do Mzab